# Бродосавце
Бродосавце (алб. Brodosanë/Bresanë) је насељено место у општини Призрен на Косову и Метохији. Према попису становништва из 2011. у насељу је живело 2.839 становника.

## Положај
По законима привремених институција Косова ово насеље је у саставу општине Драгаш. Атар насеља се налази на територији катастарске општине Бродосавце површине 1434 ha.

## Историја
Село је код Драгаша и помиње се први пут у повељи краља Стафана Дечанског из 1330. године. Иако је потпуно исламизовано у 17. веку, до данас је задржало свој првобитни српски назив. Изнад села су остаци неке веће цркве, која је могла бити и манастир. По околним брежуљцима расејане су рушевине малог средњовековног града Зиново.

## Становништво
Према попису из 2011. године, Брезна има следећи етнички састав становништва:
| Националност | 2011.          |
| Албанци      | 2.839 (100,0%) |
| Укупно       | 2.839          |

| Демографија | Демографија | Демографија |
| Година      | Становника  | Становника  |
| ----------- | ----------- | ----------- |
| 1948.       | 1.219       |             |
| 1953.       | 1.229       |             |
| 1961.       | 1.353       |             |
| 1971.       | 1.861       |             |
| 1981.       | 2.498       |             |
| 1991.       | 2.999       |             |
| 2011.       | 2.839       |             |